# Thierry Catherine
Thierry Catherine (Fort-de-France, 2 agosto 1997) è un calciatore francese, difensore del Golden Lion.

## Carriera

### Nazionale
Nel 2018 ha esordito con la nazionale martinicana.

## Statistiche

### Cronologia presenze e reti in nazionale
| Cronologia completa delle presenze e delle reti in nazionale ― Martinica | Cronologia completa delle presenze e delle reti in nazionale ― Martinica | Cronologia completa delle presenze e delle reti in nazionale ― Martinica | Cronologia completa delle presenze e delle reti in nazionale ― Martinica | Cronologia completa delle presenze e delle reti in nazionale ― Martinica | Cronologia completa delle presenze e delle reti in nazionale ― Martinica | Cronologia completa delle presenze e delle reti in nazionale ― Martinica | Cronologia completa delle presenze e delle reti in nazionale ― Martinica |
| Data                                                                     | Città                                                                    | In casa                                                                  | Risultato                                                                | Ospiti                                                                   | Competizione                                                             | Reti                                                                     | Note                                                                     |
| ------------------------------------------------------------------------ | ------------------------------------------------------------------------ | ------------------------------------------------------------------------ | ------------------------------------------------------------------------ | ------------------------------------------------------------------------ | ------------------------------------------------------------------------ | ------------------------------------------------------------------------ | ------------------------------------------------------------------------ |
| 25-3-2018                                                                | Fort-de-France                                                           | Martinica                                                                | 0 – 0                                                                    | Trinidad e Tobago                                                        | Amichevole                                                               | -                                                                        | 88’                                                                      |
| 6-9-2019                                                                 | Fort-de-France                                                           | Martinica                                                                | 1 – 1                                                                    | Trinidad e Tobago                                                        | CONCACAF Nations League 2019-2020 - Fase a gironi                        | -                                                                        | 85’                                                                      |
| 9-9-2019                                                                 | Port of Spain                                                            | Trinidad e Tobago                                                        | 2 – 2                                                                    | Martinica                                                                | CONCACAF Nations League 2019-2020 - Fase a gironi                        | -                                                                        | 24’                                                                      |
| 14-11-2019                                                               | Fort-de-France                                                           | Martinica                                                                | 1 – 1                                                                    | Honduras                                                                 | CONCACAF Nations League 2019-2020 - Fase a gironi                        | -                                                                        | 87’                                                                      |
| Totale                                                                   |                                                                          | Presenze                                                                 | 4                                                                        |                                                                          | Reti                                                                     | 0                                                                        |                                                                          |